# Mahmoud Dowlatabadi
Mahmoud Dowlatabadi (محمود دولت‌آبادی em persa), nascido em Dowlatabad é um escritor. Venceu o prêmio Jan Michalski de Literatura, por The Colonel.

## Obras
- The Pite of Night
- The Tale of Baba Sobhan